# Eileen Changová
Eileen Changová (čínsky Zhāng Àilíng, 张爱玲; 30. září 1920, Šanghaj – 8. září 1995, Los Angeles) byla americká spisovatelka a scenáristka narozená v Čínské republice. Pocházela ze šlechtické rodiny, k jejím předkům patřil například Li Chung-čang. Literární věhlas získala v Japonci okupované Šanghaji v letech 1943 až 1945; její tehdejší manžel s Japonci kolaboroval, takže měla neomezené možnosti se prosadit. V té době také vystudovala anglickou literaturu na Hongkongské univerzitě.
Po uchopení moci komunisty v roce 1949 ztratila publikační možnosti a v roce 1952 emigrovala do Hongkongu, kde začala pracovat pro americkou vládní agenturu United States Information Agency. V roce 1955 odešla do Spojených států. Zde začala psát anglicky, neboť již v Číně studovala na anglojazyčné škole (St. Mary's Hall v Šanghaji) a byla od dětství de facto bilingvní. Prosadit se pro ni ale nebylo jednoduché, řada jejích děl byla vydána až se zpožděním, nebo dokonce posmrtně.
Roku 1960 získala americké občanství. V 60. letech se stala vedoucím výzkumným pracovníkem v Centru pro čínská studia na Kalifornské univerzitě v Berkeley. Kromě Američanů se k její literární osobnosti hlásí Tchaj-wan, Hongkong a čínská diaspora. Na Tchaj-wanu (kde pobývala v letech 1960–1962) si získala v 70. letech 20. století takový vliv, že zde vznikla celá skupina spisovatelů této doby nazývaná „škola Chang“. Jistý zájem její dílo vzbudilo i v komunistické Číně, zejména v 80. a 90. letech 20. století.